# Andrei Toader
Andrei Rareș Toader, né le 26 mai 1997 à Râmnicu Vâlcea, est un athlète roumain, spécialiste du lancer du poids.

## Carrière
Il remporte la médaille d'argent lors des Championnats d'Europe juniors 2015.
Son record personnel de 20,54 m obtenu à Pitesti en 2016 est annulé à la suite d'un contrôle antidopage, comme ses résultats suivants aux Championnats d'Europe et du monde juniors 2016.
En 2021 il remporte la  Coupe d'Europe des lancers. Il égale le record de Roumanie détenu par Andrei Gag lors des championnats nationaux, puis le bat à Brno avec un lancer à 21,29 m, ce qui le qualifie pour les Jeux de Tokyo, au cours desquels il est éliminé en qualifications.
Ce record n'est finalement pas homologué et en 2022, Toader remporte les championnats des Balkans à Craiova, puis une semaine plus tard au même endroit il réalise 21,07 m lancer qui lui assure le titre de champion de Roumanie, ainsi que le record national.

## Palmarès
| Date | Compétition                                  | Lieu        | Résultat | Marque           |
| ---- | -------------------------------------------- | ----------- | -------- | ---------------- |
| 2013 | Festival olympique de la jeunesse européenne | Utrecht     | 2e       | 18,53 m          |
| 2013 | Festival olympique de la jeunesse européenne | Utrecht     | 3e       | 56,43 m (disque) |
| 2014 | Championnats du monde juniors                | Eugene      | 9e       | 19,18 m          |
| 2014 | Jeux olympiques de la jeunesse               | Nankin      | 2e       | 21,00 m          |
| 2015 | Coupe d'Europe hivernale des lancers espoirs | Leiria      | 3e       | 18,96 m          |
| 2015 | Championnats d'Europe juniors                | Eskilstuna  | 2e       | 20,78 m          |
| 2016 | Championnats des Balkans                     | Istanbul    | 3e       | 19,65 m          |
| 2016 | Championnats des Balkans                     | Pitești     | 3e       | 19,98 m          |
| 2016 | Championnats d'Europe                        | Amsterdam   | —        | DQ               |
| 2016 | Championnats du monde juniors                | Bydgoszcz   | —        | DQ               |
| 2019 | Universiade                                  | Naples      | finale   | NM               |
| 2019 | Championnats des Balkans                     | Pravetz     | 3e       | 20,30 m          |
| 2020 | Championnats des Balkans                     | Cluj-Napoca | 1er      | 19,44 m          |
| 2021 | Championnats des Balkans en salle            | Istanbul    | 3e       | 19,87 m          |
| 2021 | Coupe d'Europe des lancers                   | Split       | 1er      | 20,83 m          |
| 2022 | Championnats du monde en salle               | Belgrade    | 17e      | 19,60 m          |
| 2022 | Championnats des Balkans                     | Craiova     | 1er      | 20,75 m          |
| 2024 | Championnats des Balkans                     | Izmir       | 1er      | 20,25 m          |
| 2025 | Championnats des Balkans en salle            | Belgrade    | 1er      | 20,89 m          |
| 2025 | Championnats d'Europe en salle               | Apeldoorn   | 1er      | 21,27 m          |

## Records
| Épreuve         | Marque  | Lieu | Date         |
| --------------- | ------- | ---- | ------------ |
| Lancer du poids | 21,29 m | Brno | 13 juin 2021 |